# داسان-دونگ
داسان-دونگ (به لاتین: Dasan-dong) یک منطقهٔ مسکونی در کره جنوبی است که در Jung District واقع شده‌است.